# Douglas A-3 Skywarrior
Douglas A-3 Skywarrior byl strategický bombardér navržený pro United States Navy, který patřil mezi nejdéle sloužící palubní proudová letadla. Do služby byl zařazen v polovině 50. let 20. století a vyřazen byl až v roce 1991. Po mnoho let po svém zařazení zůstával nejtěžším letadlem, které vzlétalo z paluby letadlových lodí. Letoun obdržel i neoficiální přezdívku "The Whale (Velryba)". Na konci své služby sloužil jako základna pro elektronický boj, taktický letecký průzkum a jako velkokapacitní tankovací letadlo.
Upravený letoun Skywarrior sloužil i u USAF až do začátku 70. let pod názvem Douglas B-66 Destroyer. Skywarrior byl jedním ze dvou letounů US Navy, které vstupovaly do služby jako strategický bombardér. Druhým typem strategického bombardéru byl palubní nadzvukový letoun A-5 Vigilante. Nicméně rozhodnutím, že námořnictvo bude mít svůj odstrašující jaderný arzenál umístěný na ponorkách, muselo i v jeho případě dojít ke změně určení – na palubní taktický průzkumný letoun.

## Vývoj

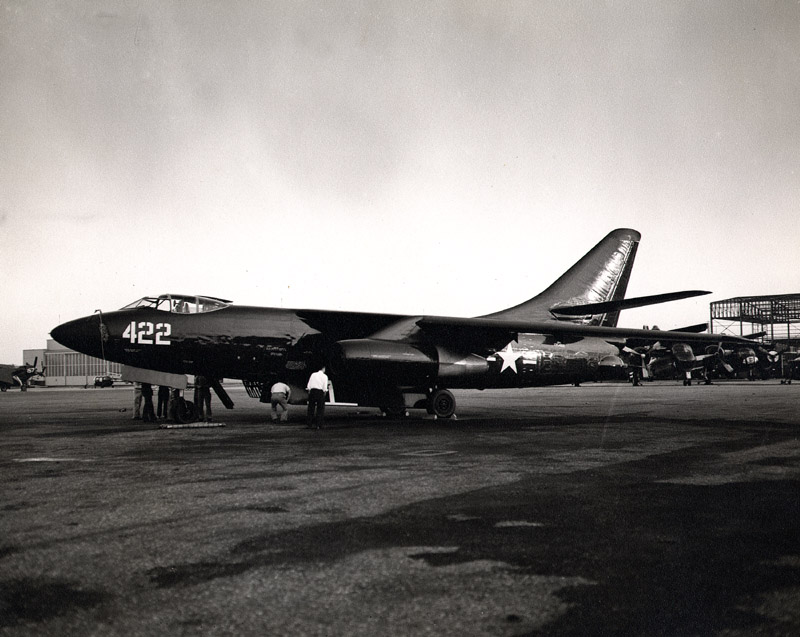
A3D-1 na námořní letecké základně Jacksonville, Florida v 50. letech

Na začátku 2. světové války americké námořnictvo začalo zkoumat koncepci proudového letounu, který by operoval z letadlových lodí. Úspěchy v této oblasti povzbudily další vývoj a krátce po válce US Navy začalo uvažovat o proudovém pohonu letadla, které by mohlo působit z paluby letadlových lodí a bylo by i dostatečně velké, aby mohlo působit jako strategický bombardér. Zavedení jaderných pum do výzbroje amerického námořnictva otevíralo nové možnosti. První jaderné pumy však byly poměrně velké, a tudíž bylo třeba i velké letadlo k jejich dopravě.
V lednu 1948 velení námořních operací vydalo požadavky na vývoj útočného letounu dlouhého doletu (minimálně 2 000 námořních mil) působícího z palub letadlových lodí schopné přepravit 4 536 kg (10 000 liber) bomb nebo jaderných zbraní. Kontrakt uzavřený mezi US Navy a Douglas Aircraft Company 29. září 1949 vedl k vývoji a výrobě letounu A3D Skywarrior. Ten byl navržen Edem Heinemannem, který se proslavil také návrhem letounu A-4 Skyhawk. Prototyp XA3D-1 (číslo 125 412) poprvé vzlétnul 28. října 1952 ze zkušební základny Edwards AFB.
Přetrvávající problémy s vývojem, které se týkaly převážně původních motorů, zpozdily zavedení Skywarriorů až do jara 1956. A-3 byl daleko největším a nejtěžším letounem, který kdy byl navržen pro použití na letadlových lodích, ačkoliv je ironií, že tento letoun byl nejmenším z dalších předložených návrhů. Ostatní návrhy mohly létat jen z plánované super letadlové lodi USS United States. Konstruktér Ed Heinemann moudře usoudil, že by bylo nemoudré navrhovat letoun pro neexistující letadlovou loď, a proto navrhl letoun, který byl schopný operovat z již zavedených lodí. Pro úsporu místa v hangáru letadlové lodi měl letoun sklopné křídlo směrem nahoru hned za motory a sklopnou svislou ocasní plochu na pravou stranu. Kvůli své mohutnosti se letounu přezdívalo "The Whale (Velryba)" (po jeho úpravě pro elektronický boj se z letounu stala "The Electric Whale (Elektrická velryba)"). Výroba skončila v roce 1961.

## Popis

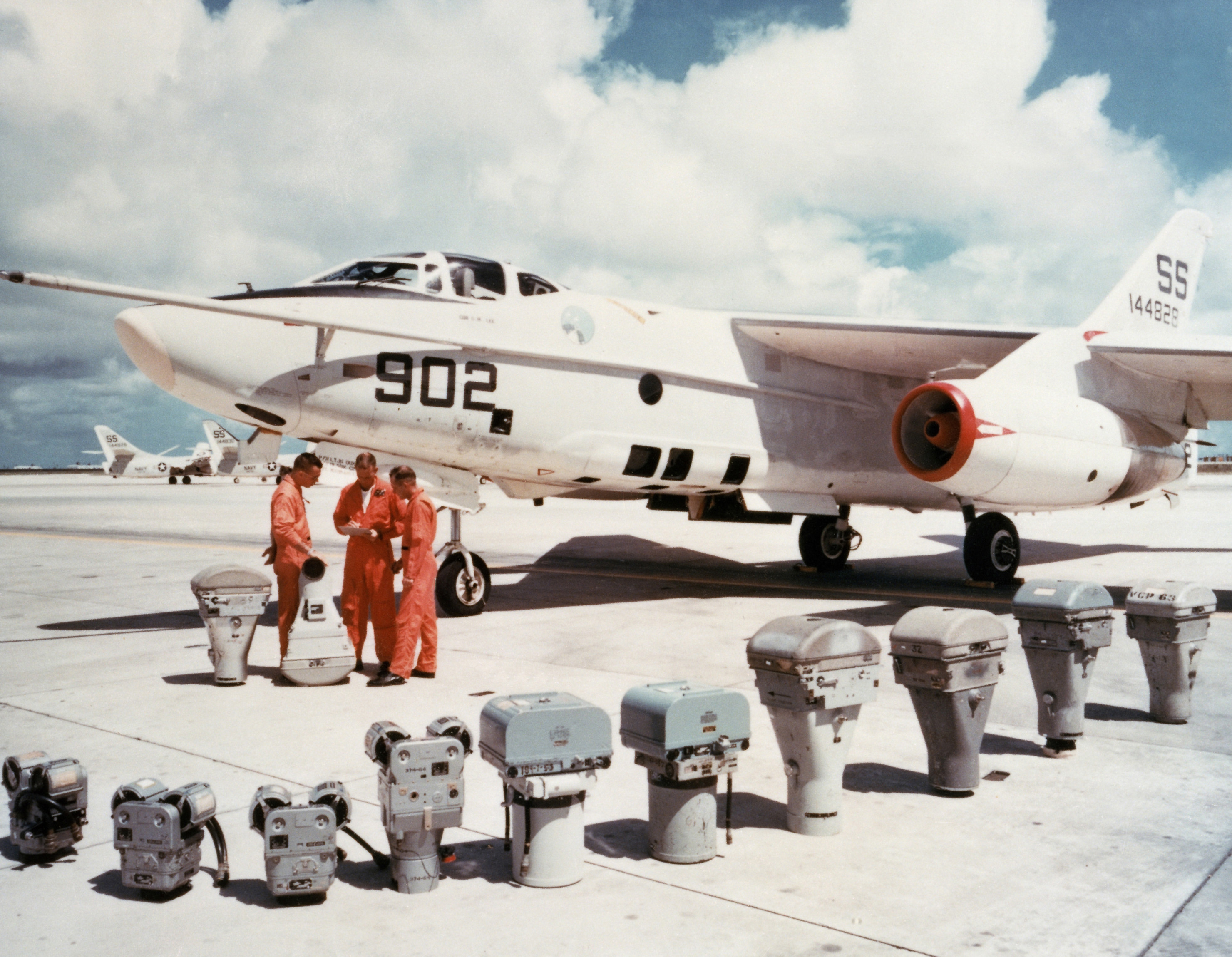
Kamerová výstroj letounu RA-3B náležejícího k letce VAP-61 v roce 1965

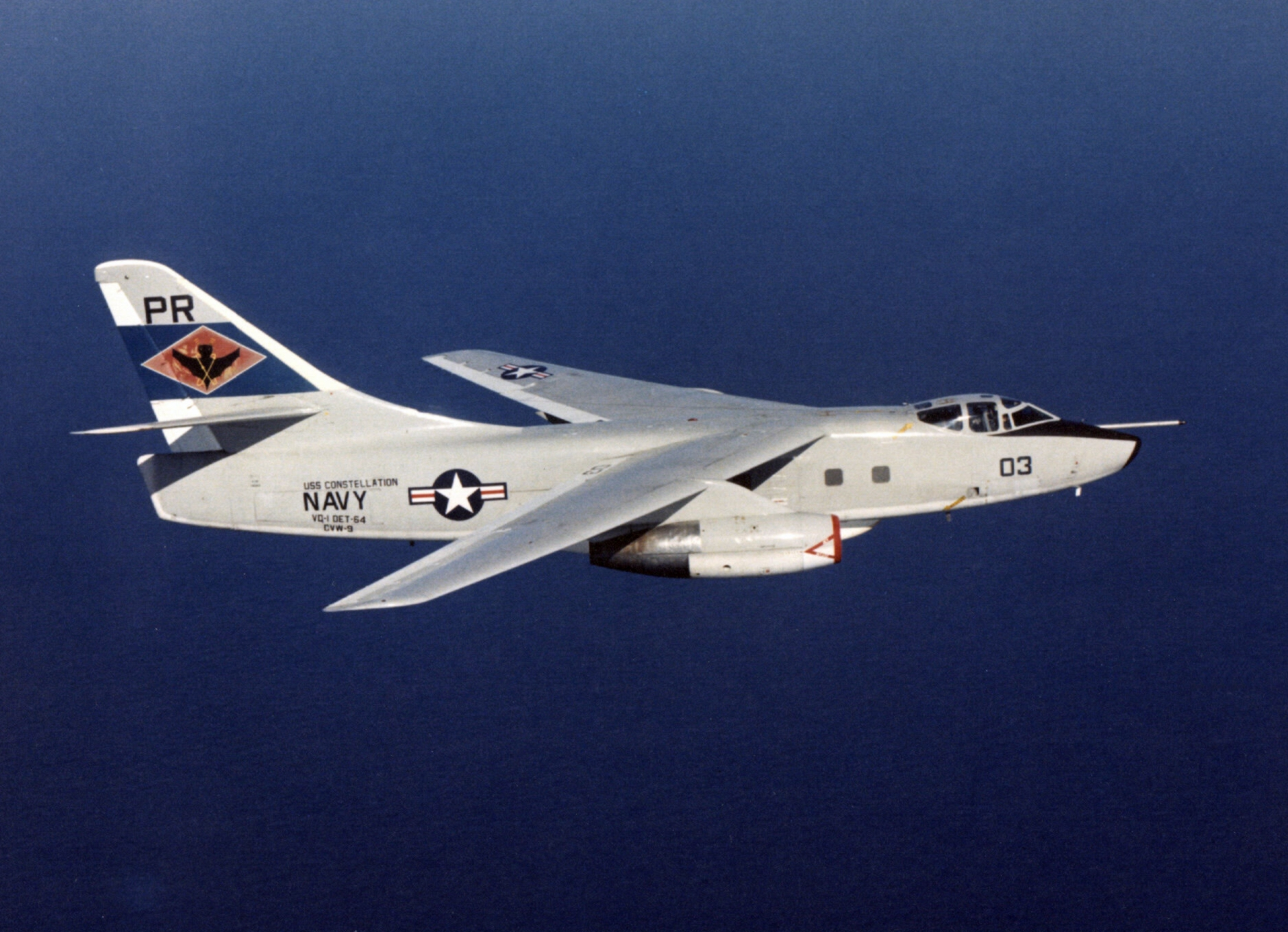
EA-3B Skywarrior nad Jihočínským mořem, 1974

Skywarrior byl hornoplošník s křídlem o šípovitosti 36° a dvěma proudovými motory Pratt & Whitney J57 zavěšených na šikmém rameni pod křídlem. První prototypy používaly plánované motory Westinghouse J40. Tyto motory ale byly velice nespolehlivé a byly brzy zrušeny. Pomocné raketové motory Aerojet JATO na tuhé palivo s tahem 20 kN usnadňovaly vzlet. Používaly se při startech z letadlových lodí, které nebyly vybaveny katapultem. Letoun měl rozměrný celokovový (hliníkový) trup.
Ovládání letounu bylo hydraulické, křídlo a svislá ocasní plocha byly sklopné pro úsporu místa na letadlové lodi. Velké palivové nádrže letounu umožňovaly dlouhý dolet.
Rané varianty letounu A-3 měly tříčlennou posádku. Ta se skládala z pilota, bombometčíka/navigátora (BN) a navigátora. Pilot a bombometčík seděli v kokpitu vedle sebe. Pilot seděl na levé straně. V prvních variantách seděl třetí člen posádky, který sloužil jako střelec, za touto dvojicí otočen zády proti směru letu. Třetí člen posádky měl i přístroje na navigaci podle hvězd a ovládal i obranná elektronická zařízení. Pozdější verze pro elektronický boj měly sedmičlennou posádku, která se skládala z pilota, druhého pilota, navigátora a čtyř operátorů elektronických systémů, kteří byli umístěni v bývalé prostorné pumovnici.
Požadavky na co nejmenší hmotnost vedly k tomu, že letoun nebyl vybaven vystřelovacími sedadly s odůvodněním, že stejně bude většinou létat ve velkých výškách. Posádka letoun opouštěla takzvaným únikovým tunelem podobně jako u letounu F3D Skyknight. Díky tomu posádky poněkud morbidně vysvětlovali, co znamená označení letounu „A3D“, označení prý znamenalo „All Three Dead (Všichni tři mrtví)“. Naproti tomu verze letounu pro USAF, B-66 Destroyer, byla vybavena vystřelovacími sedadly po celou dobu jejich služby.
Zdokumentovaná historie těchto letounů vykazuje nadprůměrné množství poruch. Někteří se domnívali, že tomu tak bylo, protože s letounem létali méně zkušení piloti, ale opak byl pravdou. S letounem často létali ti nejlepší z nejlepších kvůli jeho roli strategického bombardéru vybaveného jadernou zbraní.
Skywarrior mohl nést v pumovnici až 5 443 kg bomb, které byly u pozdějších verzí nahrazeny kamerovým vybavením nebo dalšími palivovými nádržemi. Původní systém pro řízení bombardování AN/ASB-1A byl později nahrazen systémem AN/ASB-7, což si vyžádalo mírnou úpravu nosu letounu. Obranná výzbroj se skládala z dvojice 20 mm kanónů v dálkově ovládané ocasní věžičce navržené společností Westinghouse, která byla obvykle odstraňována a nahrazena aerodynamickým krytem. Ačkoliv na počátku války ve Vietnamu letoun podnikl několik bombardovacích misí, další útoky prováděly již jen hbitější letouny. Letouny Skywarrior tak většinou sloužily jako tankovací letouny a jako podpůrná letadla pro elektronický boj.

## Historie operačního nasazení

### Jaderný bombardér
Předtím než vstoupily do operační služby jaderné ponorky vyzbrojené balistickými jadernými střelami UGM-27 Polaris, hrály letouny klíčovou roli v jaderné odstrašující síle US Navy. Letky těchto letounů tvořily dvě těžká letecká křídla (Heavy Attack Wings (HATWING)). Jedno bylo umístěno na námořní letecké základně Whidbey Island, stát Washington, zatímco druhé bylo původně umístěno na námořní letecké základně Jacksonville, stát Florida. Poté bylo přemístěno na námořní leteckou základnu Sanford, stát Florida. Letecké křídlo na základně Whidbey Island později přešlo na variantu letounu EA-3 a na letouny EA-6B Prowler. Křídlo na základně Sanford přešlo na letouny A-5 Vigilante. Přesto však zde byl ponechán malý počet cvičných TA-3B pro výcvik námořních leteckých důstojníků. V 60. letech námořnictvo USA opustilo myšlenku strategických jaderných bombardérů a přešlo na balistické rakety vypouštěné z ponorek. Původně strategické jaderné bombardéry začaly plnit jiné úkoly.

### Vietnam

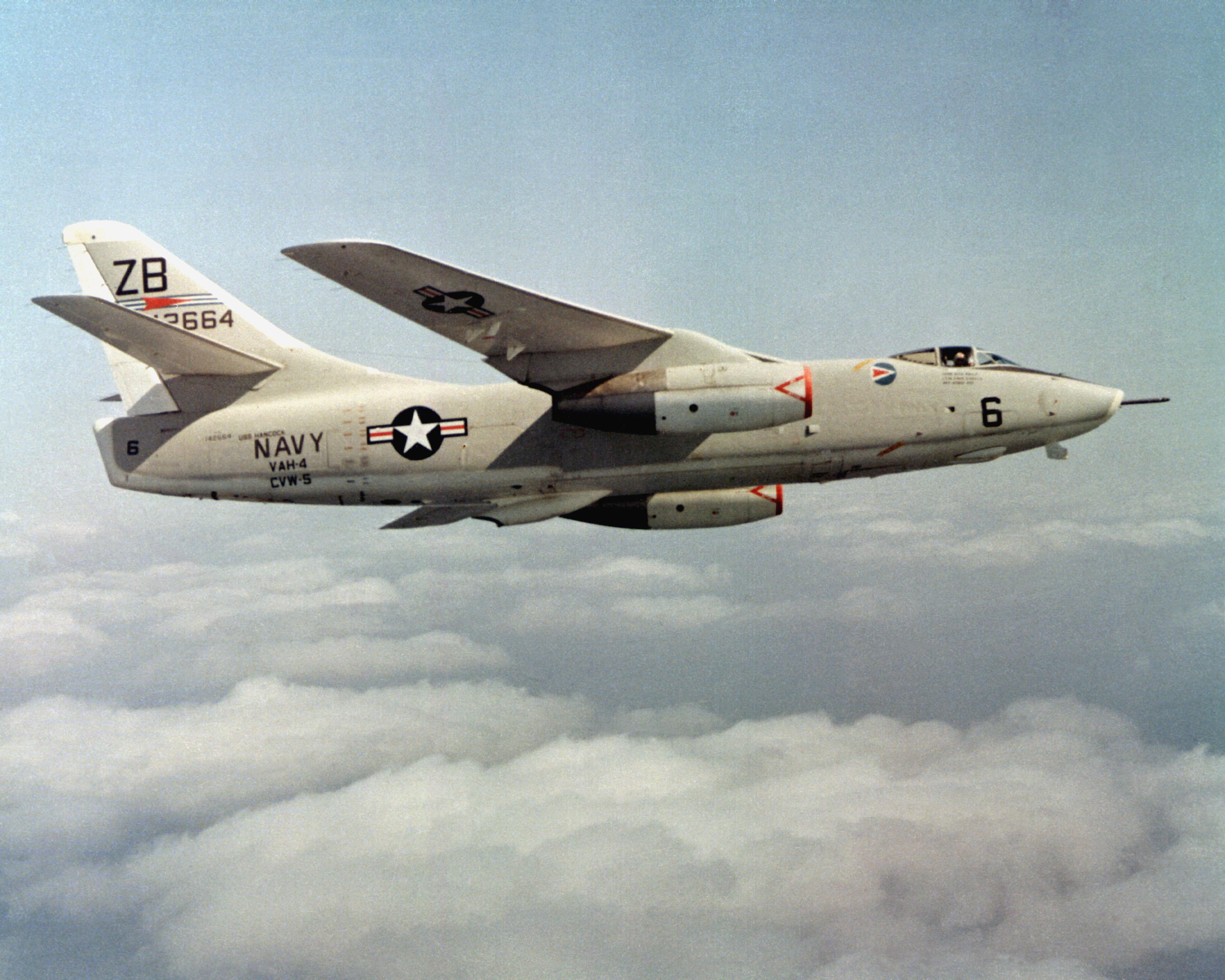
KA-3B náležející k Heavy Attack Squadron FOUR (VAH-4) na letadlové lodi USS Hancock (CV-19) v roce 1967

Skywarriory byly během války ve Vietnamu použity několikrát k bombardování a kladení min od roku 1965 do roku 1967. Americké námořnictvo začalo brzo používat pro útočné akce ve Vietnamu obratnější letouny, ale letouny A-3 sloužily dále v roli tankovacích letounů, pro fotografický průzkum a elektronický boj. Letoun vybavený tankovacím zařízením mohl doplňovat palivo všem proudovým letounům US Navy, USMC a některým letounům USAF. Tím Skywarrior nejen že prodloužil dolet útočících letounů, ale i zachránil mnoho vracejících se pilotů, kterým docházelo palivo, podobně jako větší a mnohem známější letoun USAF KC-135 Stratotanker.
Téměř celou válku ve Vietnamu letouny EA-3B letky VQ-1 „Det B“ létající z letecké základny Danang prováděly elektronický boj nad celou oblastí včetně tzv. Ho Či Minovy stezky a až na sever k přístavu Haiphong. Posádky a pozemní personál byly dočasně převeleny z námořní letecké základny Atsugi v Japonsku a po roce 1970 z námořní letecké základny Agana na Guamu.
Verze A-3B, která byla modifikována na verzi RA-3B, byla používána ve Vietnamu k fotografickému průzkumu. Letky ze základen Agana na Guamu (VAP-61) a z Jacksonville na Floridě (VAP-62) létaly ze základny Danang a prováděly mapování a shromažďování zpravodajských informací nad oblastí jihovýchodní Asie. S výbavou 12 kamer se RA-3B dobře hodil k mapování oblastí, pro které nebyly k dispozici podrobné mapy. S infračerveným vybavením letouny RA-3B byly používány k nočnímu monitorování pohybů jednotek na silnicích a stezkách v Laosu.

### Tankovací letoun

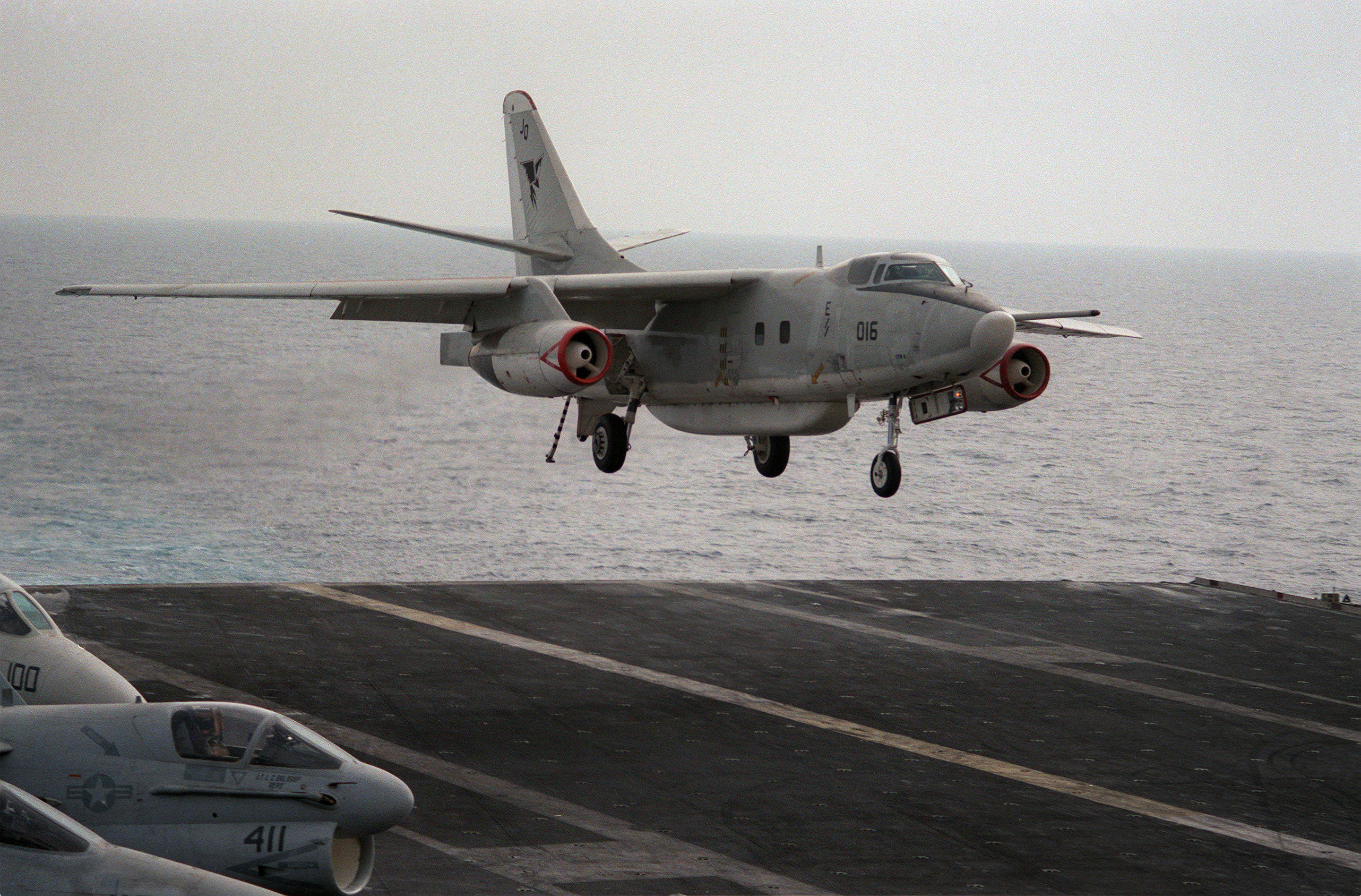
Letoun EA-3B přistává na letadlové lodi USS Kitty Hawk (CV-63) v roce 1987

Během války ve Vietnamu byly Skywarriory upraveny na víceúčelové tankovací letouny EKA-3B, které se staly skutečnými tahouny mezi tankovacími letadly. Útočné letouny A-3 byly modifikovány na tankovací letouny KA-3. Přidáním elektronických rušiček vznikly letouny EKA-3, které mohly rušit nepřátelské radary zatímco čekaly na letadla, která budou potřebovat doplnit palivo. Nakonec byly letouny EKA-3B nahrazeny menšími tankovacími letouny KA-6D Intruder, které ačkoliv neměly takovou kapacitu a výdrž, mohly sloužit ve větším množství v rámci leteckého křídla na letadlové lodi.

### Studená válka
Letoun EA-3 byl nepostradatelným zdrojem informací pro velení flotily a byl používán v důležitých misích elektronického zpravodajství z palub letadlových lodí a tak doplňoval ze břehu působící letouny EP-3. Svou poslední službu vykonal jako základna pro elektronické zpravodajství během operace Pouštní bouře.

### Špionážní letoun

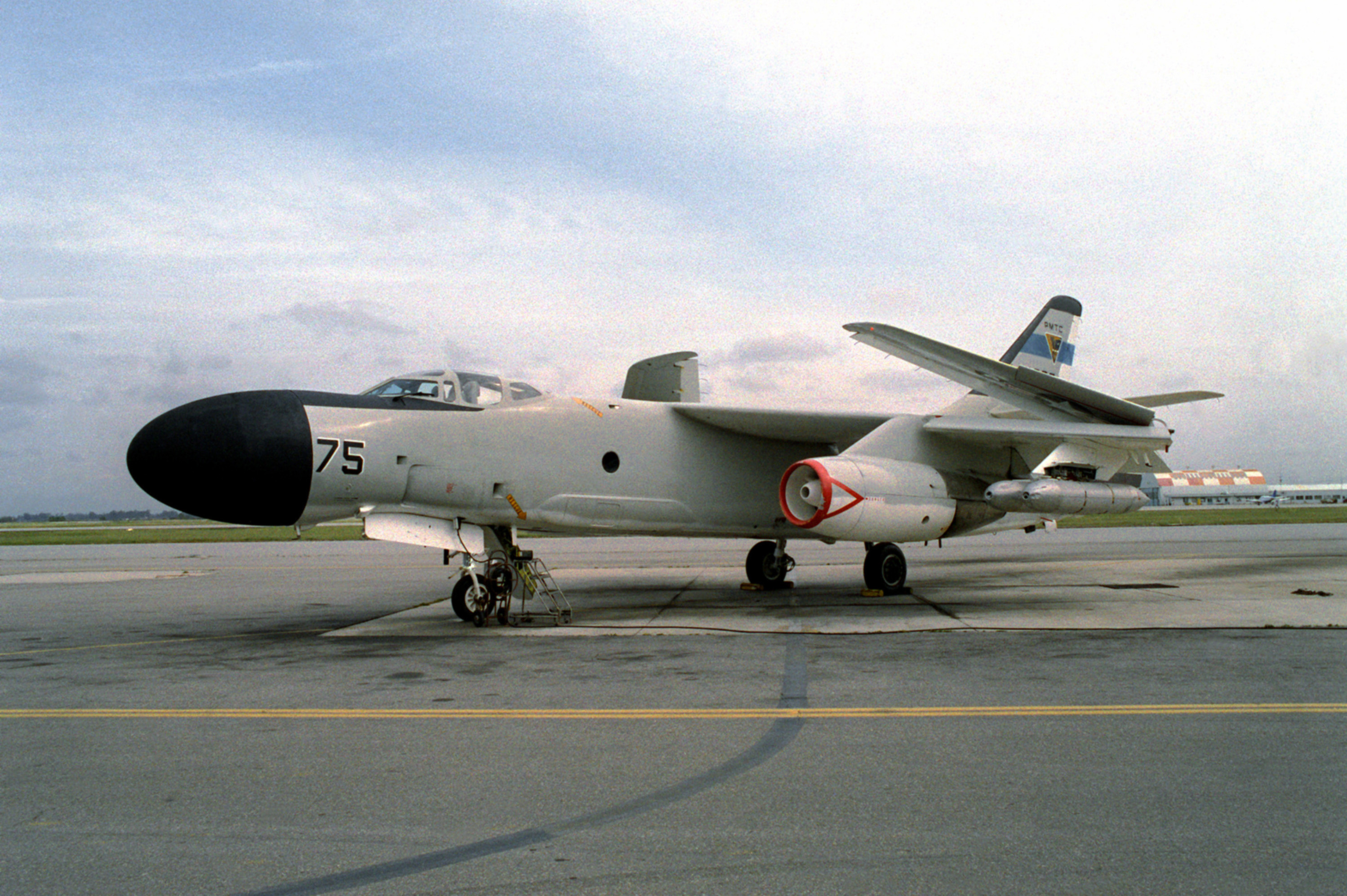
NRA-3B o v roce 1982

Letoun EA-3B byl upraven pro elektronickou zpravodajskou činnost proti Varšavské smlouvě. Své mise vykonával po celém světě od roku 1956 podobně jako letoun amerického letectva EB-47 Stratojet. Letoun EA-3B měl sedmičlennou posádku, tříčlenná posádka byla v kokpitu a důstojník pro elektronický boj a tři operátoři elektronických systémů v upravené pumovnici letounu. Poskytoval své výjimečné schopnosti v elektronickém průzkumu během mnoha konfliktů v době Studené války včetně války ve Vietnamu.

### Vyřazení
Několik desetiletí sloužily Skywarriory US Navy v mnoha rolích. Poslední z 282 vyrobených letounů byl vyřazen 27. září 1991. Zkušební letky umístěné na základnách Point Mugu a China Lake se pokoušely o uchování svých zkušebních letounů A-3 v provozu. Tento plán ale selhal, když viceadmirál Richard Dunleavy, zástupce náčelníka námořních operací pro vzdušný boj, sám původně bombometčík/navigátor letounu A-3, učinil konečné rozhodnutí o definitivním vyřazení tohoto typu letounů.
Po svém vyřazení z činné služby byly některé letouny ještě nějaký čas používány několika společnostmi pro testování některých součástí letounů.

## Varianty

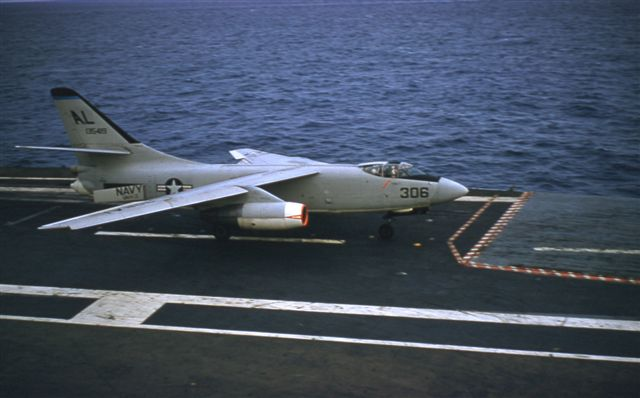
Letoun A3D-1 těžké útočné letky VAH-3 na letadlové lodi USS Franklin D. Roosevelt (CV-42) v roce 1957.

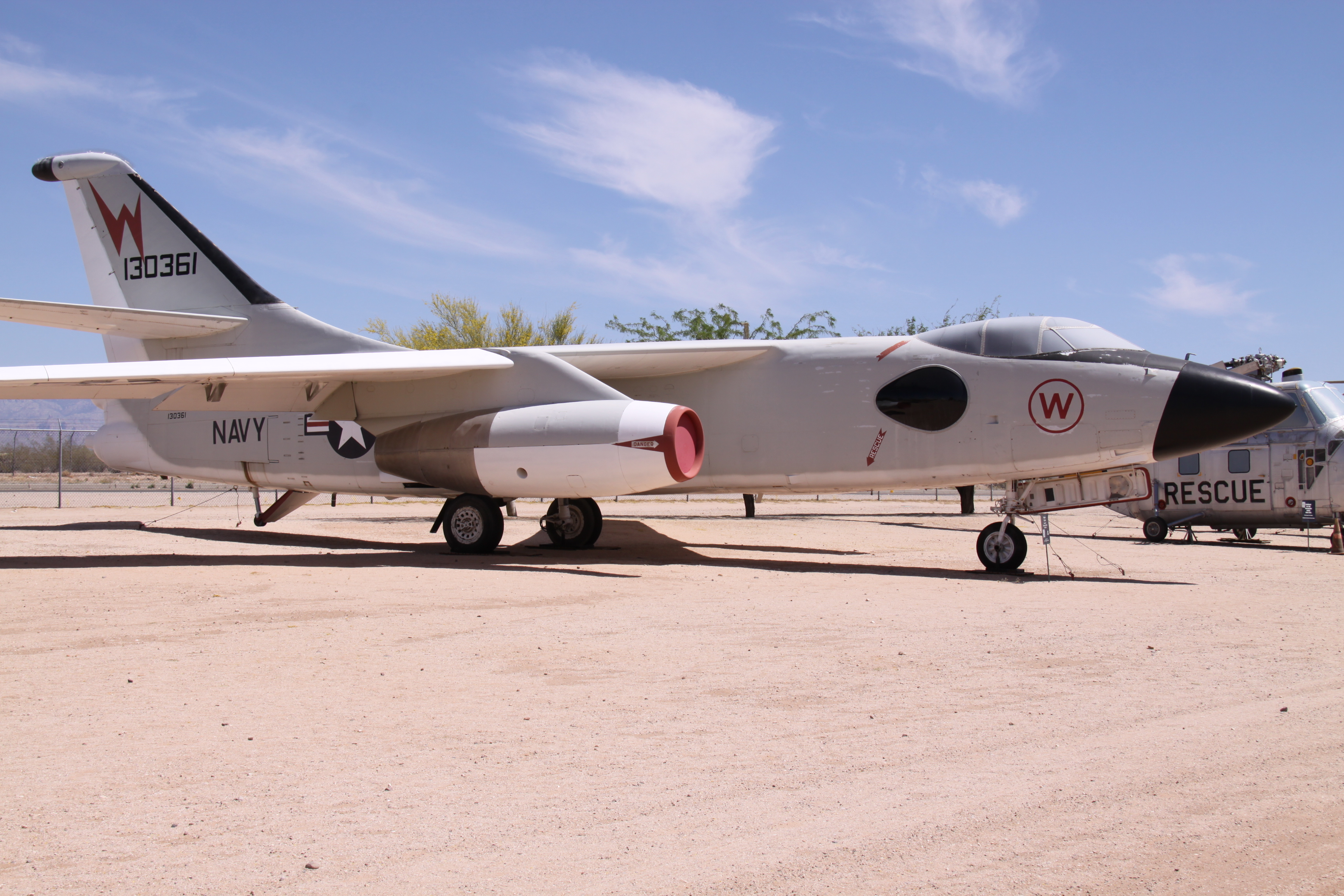
Douglas YEA-3A Skywarrior (130361) US Navy

Pozn.: podle původního způsobu značení letounů US Navy byly letouny Skywarrior označeny A3D (třetí útočný letoun od společnosti Douglas Aircraft). V září 1962 byl zaveden nový jednotný systém označování letounů USA a letoun tak získal označení A-3. U těch letounů, kde došlo k přeznačení je označení před rokem 1962 uvedeno jako první a označení od roku 1962 je uvedeno v závorce.
- XA3D-1: Dva prototypy s proudovými motory Westinghouse XJ40-WE-3 o tahu po 31,11 kN. Neměly osazeny kanóny v ocasní věžičce.
- YA3D-1 (130 352) (YA-3A): Jeden předsériový model s motory Pratt & Whitney J57-P-6 o tahu po 43,11 kN, zalétaný 16. září 1953. Později byl používán v Pacifickém raketovém zkušební centru (Pacific Missile Test Center).
- A3D-1 (A-3A): 49 letounů první výrobní série.
- YA3D-1P (YRA-3A): Jeden letoun A3D-1 upraven jako prototyp pro letoun A3D-2P s kamerovým vybavením v pumovnici.
- A3D-1Q (EA-3A): Pět letounů A3D-1 upravené pro elektronický průzkum (ELINT), vybavené elektronickými rušičkami a čtyřmi operátory v upravené pumovnici. Jeden z těchto letounů (prototyp) byl značen YA3D-1Q (YEA-3A).[5]
- TA-3A: Letouny A-3A upravené pro výcvik posádek těchto letounů.[5]
- A3D-2 (A-3B): Konečná sériová bombardovací verze s posíleným trupem, silnějšími motory J57-P-10 a zvětšenou nosnou plochou křídel (75,4 m² proti původním 72,4 m²), letoun byl vybaven zařízením umožňující tankovat jiné letouny ve vzduchu. Poslední vyrobené kusy měly nový bombardovací systém AN/ASB-7, upravený tvar nosu a vypuštěnou zadní střeleckou věž Westinghouse Aero 21-B ve prospěch instalace vybavení pro elektronický boj. Vyrobeno 164 kusů.[5]
- A3D-2P (RA-3B): 30 letounů vyrobených pro fotografický průzkum se soustavou 12 kamer a zábleskovými bombami pro noční fotografování v pumovnici. Některé z nich měly ocasní věžičku se zbraněmi, ale většina byla později upravena instalováním elektronických systémů na zádi podobně jako poslední vyrobené A-3B.
- A3D-2C (EA-3B): 24 letounů vyrobených pro elektronický boj s přetlakovou kabinou v pumovnici pro jednoho důstojníka a tři operátory. Toto byla nejdéle sloužící a nejznámější verze letounu. Některé první letouny měly ještě věžičku s kanóny na zádi, ale ty byly později nahrazeny elektronickými rušičkami a jiným vybavením pro elektronický boj. Letouny EA-3B byly přiřazeny průzkumným letkám VQ-1 (Japonsko a později Guam) a VQ-2 (Španělsko) kde létaly společně s letounem EC-121 a letouny EP-3B a EP-3E. Tyto letouny sloužily téměř 40 let a byly nahrazeny letouny ES-3A Shadow.
- A3D-2T (TA-3B): 12 cvičných letounů postavených pro výcvik až 6 studentů.[4] Pět z nich bylo později upraveno pro přepravu VIP osob (dva byly přeznačeny na UA-3B ostatní nadále používaly označení TA-3B).
- KA-3B: 85 bombardérů A-3B upravených v roce 1967 pro úlohu tankovacích letounů.
- EKA-3B: 34 tankovacích letounů KA-3B dovybavených elektronickými rušičkami místo ocasní věžičky, takže mohly sloužit jak tankovací letouny tak jako letouny pro elektronický boj. Většina z nich byla po roce 1975 upravena na verzi KA-3B.
- ERA-3B: 8 letounů RA-3B upravených pro agresivní elektronický boj s elektronickými systémy v nově tvarované zádi, v dlouhém krytu ve tvaru kánoe pod břichem letadla, ve válcovém krytu na vrcholu svislé ocasní plochy a ve dvou odnímatelných kontejnerech pod každou polovinou křídla. Rovněž byly přidány i výmetnice klamných cílů a čtyři turbíny pro napájení elektronických systémů umístěných v bývalé pumovnici. Posádka byly zvětšena na čtyři (pilot, navigátor, velitel, důstojník pro elektronický boj (ECMO) a jedno obvykle nepoužívané sedadlo). Toto sedadlo bylo používáno instruktory pro výcvik nových ECMO, pro hostující pozorovatele při operačních letech nebo pro cestujícího během přepravních letů. Ačkoliv letoun mohl odolávat rázům při přistávání a vzletu na letadlové lodi, nesené elektronické zařízení nikoliv. Proto tyto letouny nebyly nikdy dislokovány na letadlových lodích.
- NRA-3B: Šest letounů RA-3B upravených pro různé nebojové zkušební účely.
- VA-3B: Dva letouny EA-3B upravené pro přepravu VIP osob.
- NTA-3B: Jeden letoun upravený společností Hughes/Raytheon pro testování radaru pro letoun F-14D Tomcat.

## Uživatelé
USA
- United States Navy

## Specifikace (A3D-1/A-3A Skywarrior)

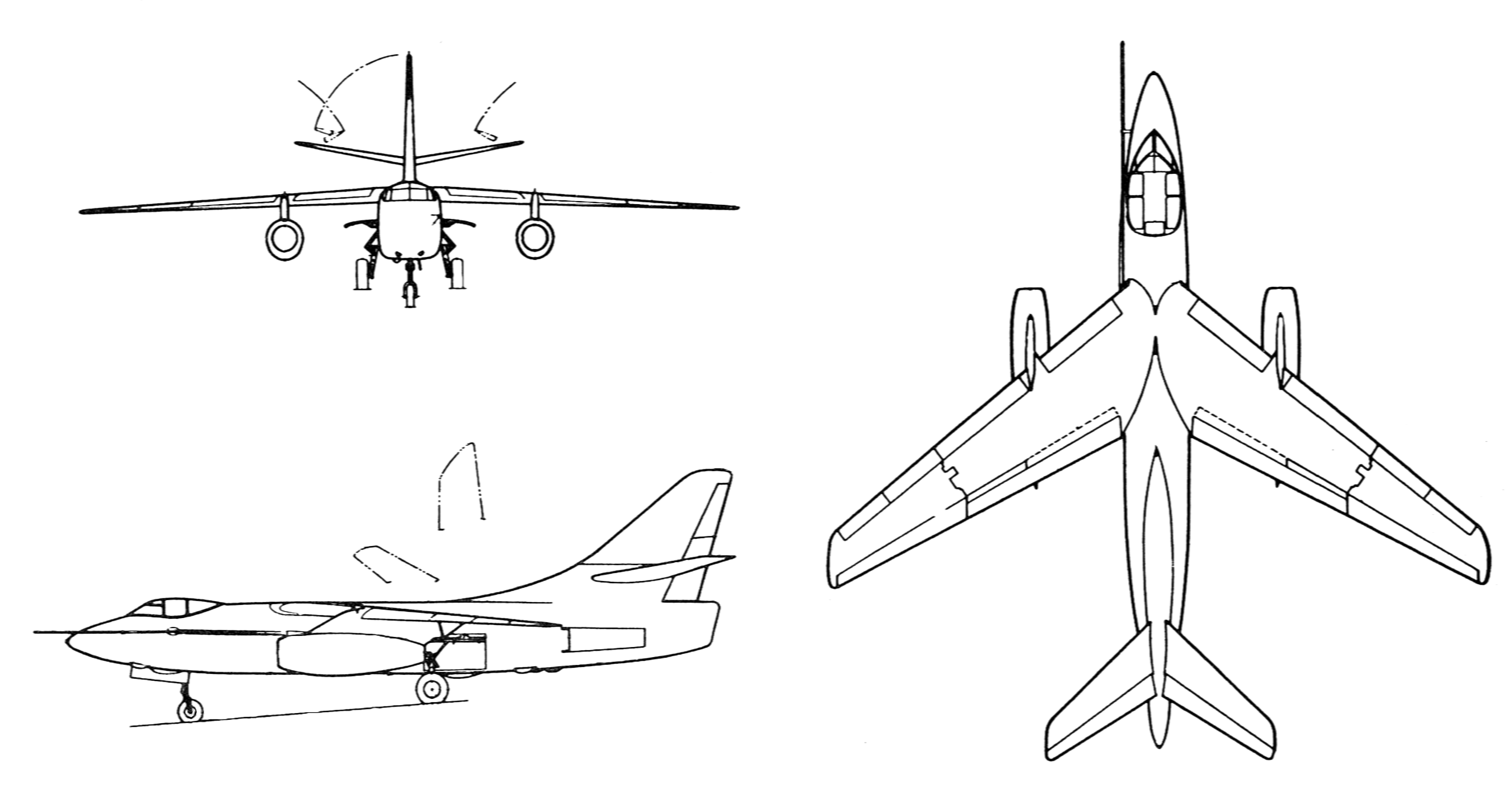
Douglas A-3B Skywarrior

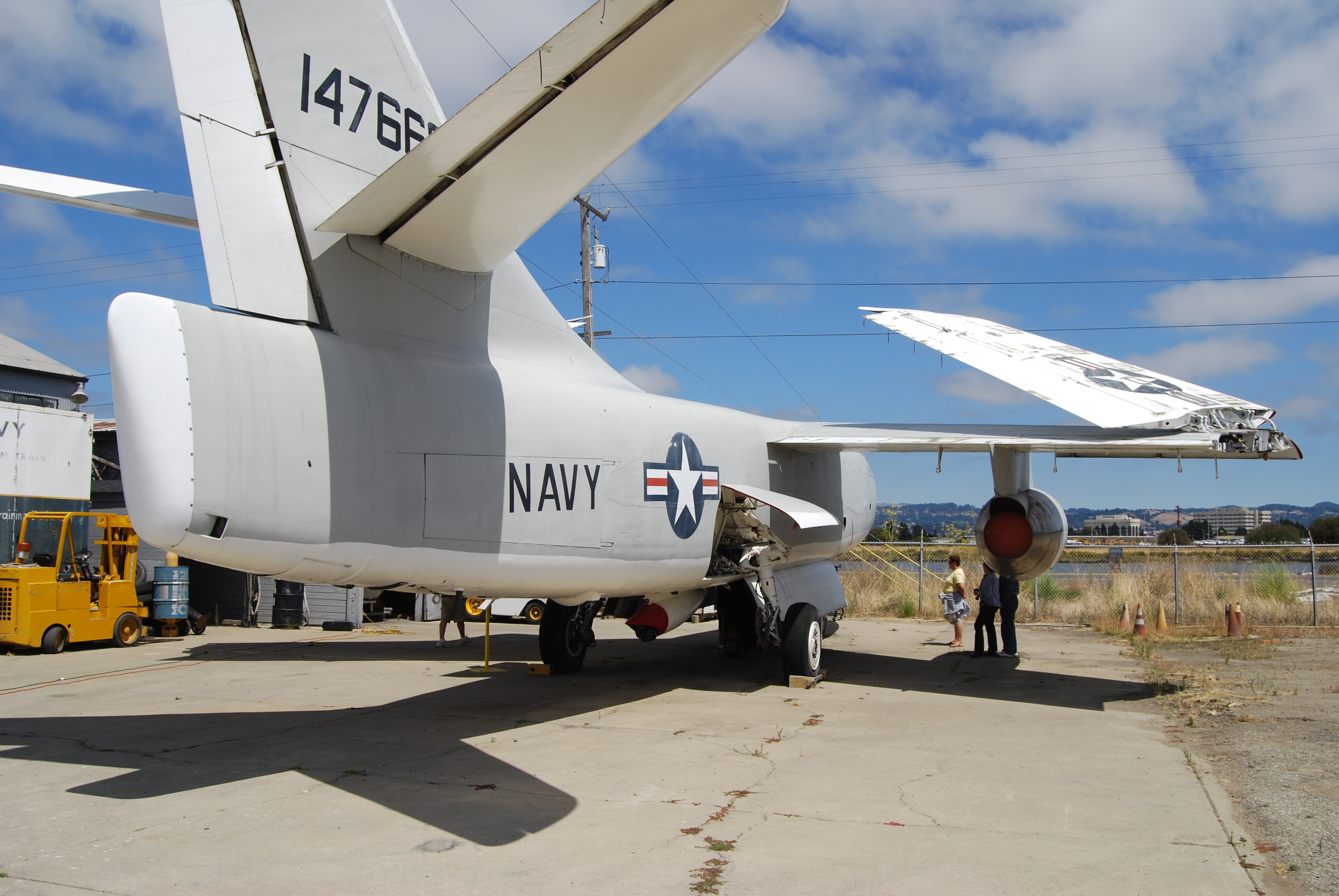
Douglas EKA-3B Skywarrior

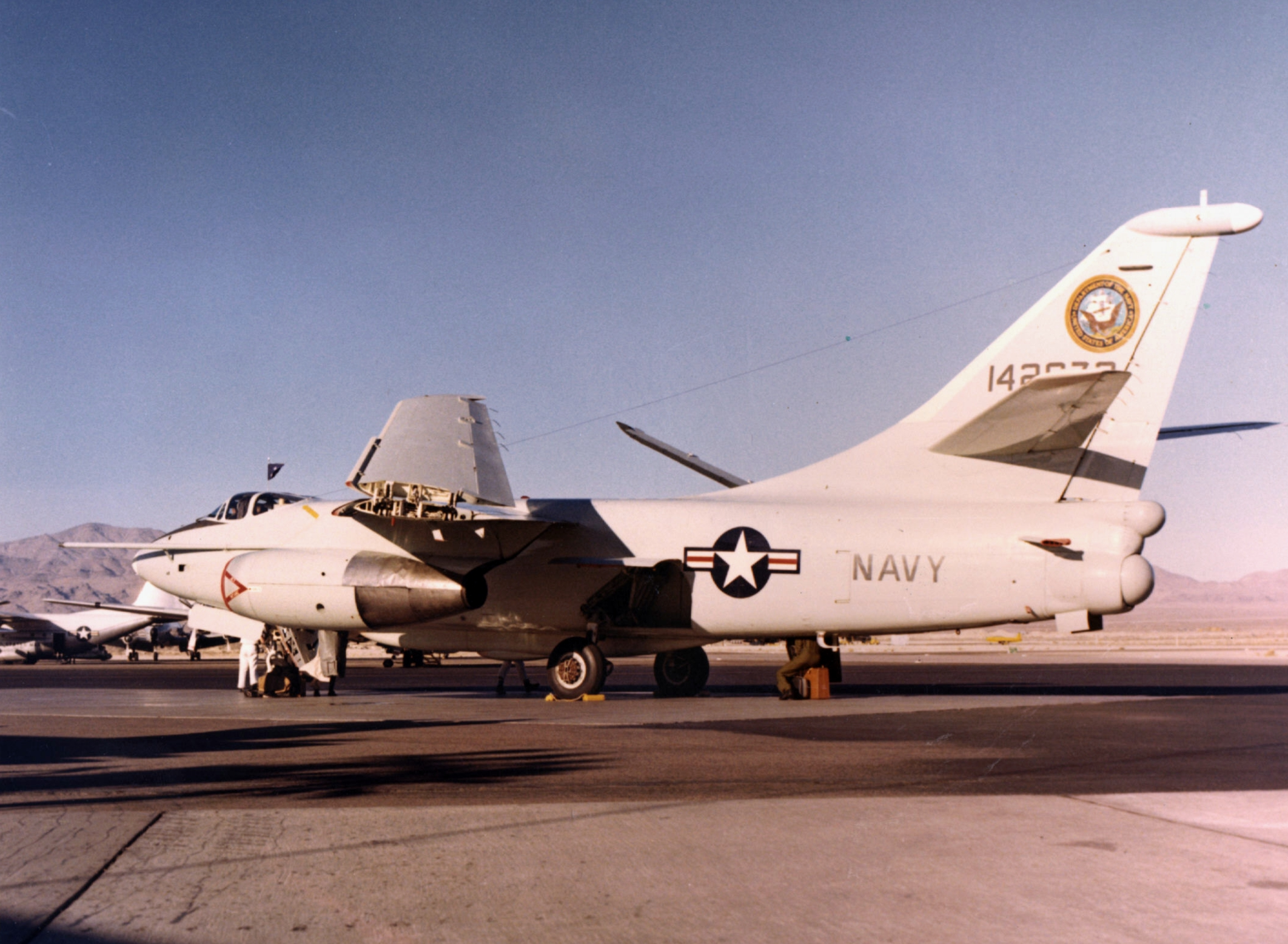
Douglas VA-3B (BuNo 142672), Nellis AFB

Data pocházejí z oficiálních „Standard Aircraft Characteristics“.

### Technické údaje
- Posádka: 3
- Rozpětí: 22,1 m (15 m se složenými křídly)
- Délka: 22,7 m
- Výška: 6,95 m (4,6 m se složenou svislou ocasní plochou)
- Nosná plocha: 72,4 m²
- Plošné zatížení: 438,5 kg/m²
- Prázdná hmotnost: 16 330 kg
- Max. vzletová hmotnost : 31 750 kg
- Pohonná jednotka: 2× proudový motor Pratt & Whitney J57-P-6
- Výkon pohonné jednotky: 45,36 kN

### Výkony
- Cestovní rychlost: 846 km/h (457 uzlů, 526 mph) ve výšce 11 095 m (36 400 stop)
- Maximální rychlost: 1 007 km/h (544 uzlů, 626 mph) ve výšce 518 m (1 700 stop)
- Dolet: 4 963 km (2 680 námořních mil)
- Dostup: 11 950 m (39 200 stop)
- Stoupavost: 22 m/s (1 311 m/min)

### Výzbroj
- 2 × 20mm letecký kanón M3L v ocasní věžičce s 500 ks nábojů na hlaveň
- max. 5 806 kg (12 800 liber) bomb. Používaly se následující kombinace:
  - 1× jaderná puma
  - 4× bomba 2 000 lb (907 kg)
  - 8× protipancéřová bomba 1 600 lb (726 kg)
  - 6× bomba 1 000 lb (454 kg)
  - 8× bomba 500 lb (227 kg)
  - 2× námořní mina 2 000 lb (907 kg) Mk.10
  - 4× námořní mina 2 000 lb (907 kg) Mk.25
  - 6× námořní mina 1 000 lb (454 kg) Mk.36
  - 8× námořní mina 500 lb (227 kg) Mk.50